# Miquel Crusafont i Sabater
Miquel Crusafont i Sabater (Sabadell, 1942) és doctor en Història per la UAB, a més d'enginyer industrial (ETSEIB) i titulat en museologia per la Generalitat de Catalunya. Fou director del Museu d'Història de Sabadell. Com a historiador i investigador, està especialitzat en camps com la numismàtica i la medallística, especialment en la numismàtica medieval catalana, matèria de la qual és considerat com un gran especialista. És fill del paleontòleg Miquel Crusafont i Pairó i germà de l'escriptora sabadellenca Anna Crusafont i Sabater.
És president de la Societat Catalana d'Estudis Numismàtics des de 1996 i director de la revista Acta Numismàtica, òrgan de comunicació dels seus membres. Ha participat en programes internacionals como ara "Survey of Numismatic Research", "Une monnaie pour l'Europe" (Brussel·les), "I goti" (Milà) i "Medieval European Coinage" (Cambridge). Premiat amb el Jeton de Vermeil per la Société Française de Numismatique (París) i dues vegades amb el Conde Garriga per l'Asociación Numismática Española. És membre d'honor de la Associaçao Numismática de Portugal (Lisboa), de la Società Numismatica Sarda (Sàsser) i del Centre National de Recherche sur les Jetons et les Mereaux du Moyen Âge (Versalles). Ha publicat quinze llibres i més de tres-cents articles, especialment sobre història de la moneda medieval i moderna.
L'11 d'abril de 2017 el Govern de la Generalitat de Catalunya li va concedir la Creu de Sant Jordi.

## Obres publicades
Llista de publicacions per ordre cronològic:
- Numismàtica de la Corona Catalano-Aragonesa medieval (785-1516).  Madrid: Editorial Vico, 1982. ISBN 84-85711-04-1.
- Les excavacions a l'Església de Sant Andreu (Òrrius) / Estudi preliminar de la troballa de monedes comtals.  Barcelona: Departament de Cultura de la Generalitat de Catalunya, Subdirecció General de Museus, Arts Plàstiques i Arqueologia, Servei d'Arqueologia, 1983. ISBN 845009304X. Amb Anna Ma. Balaguer (A.M.B.).
- Història de la moneda catalana.  Barcelona: Caixa de barcelona, 1986. ISBN 84-7580-338-5. Amb A. M. Balaguer i Manel Garcia Garrido.
- Barcelona i la moneda catalana.  Barcelona: Caixa de Pensions, 1989. ISBN 84-505-8941-X.
- La moneda catalana local (s. XIII-XVIII).  Barcelona: Societat Catalana d'Estudis Numismàtics, Institut d'Estudis Catalans i Diputació de Barcelona, 1990. ISBN 84-7283-160-4.
- Acuñaciones de la Corona Catalano-Aragonesa y de los Reinos de Aragón y Navarra. Medioevo y tránsito a la Edad Moderna.  Madrid: Editorial Vico & Segarra, 1992. ISBN 84-604-1500-7.
- El sistema monetario visigodo: cobre y oro.  Barcelona/Madrid: ANE i FNMT, 1994.
- Plomos y jetones medievales de la Península Ibérica.  Barcelona/Madrid: ANE i FNMT, 1996. Amb Jacques Labrot i B. Moll i Mercadal.
- El florí d'or català: Catalunya, València, Mallorca.  Barcelona: Asociación Numismàtica Española i Societat Catalana d'Estudis Numismàtics, Institut d'Estudis Catalans, 1996. ISBN 84-7283-336-4. Amb R. Comas i Ezequiel.
- Història de la moneda catalana. Interpretació i criteris metodològics.  Barcelona: Edicions Crítica, Grijalbo Mondadori, 1996. ISBN 84-7423-776-9.
- Pesals monetaris de la Corona catalanoaragonesa.  Barcelona: Societat Catalana d'Estudis Numismàtics, Institut d'Estudis Catalans, 1999. ISBN 84-7283-445-X.
- Història de la moneda de la Guerra dels Segadors. Primera República Catalana. 1640-1652.  Barcelona: Societat Catalana d'Estudis Numismàtics, Institut d'Estudis Catalans, 2001. ISBN 8472835960.
- Medalles commemoratives dels Països Catalans i de la Corona Catalano-Aragonesa (S. XV-XX).  Barcelona: Societat Catalana d'Estudis Numismàtics, Institut d'Estudis Catalans, 2006. ISBN 84-7283-864-1.
- Catàleg general de la moneda catalana, Països Catalans i Corona Catalano-Aragonesa (s. V aC- s. XX dC).  Barcelona: Societat Catalana d'Estudis Numismàtics, Institut d'Estudis Catalans, 2009. ISBN 978-84-92583-62-1.
- Història de la moneda de l'Occitània catalana (s. XI-XIII).  Barcelona: Societat Catalana d'Estudis Numismàtics, Institut d'Estudis Catalans, 2012. ISBN 9788499651170.
- Història de la moneda de la Corona Catalano-aragonesa medieval (excepte els comtats catalans): (1067/1162-1516).  Barcelona: Societat Catalana d'Estudis Numismàtics, Institut d'Estudis Catalans, 2015. ISBN 978-84-9965-253-5.
- Glosari català de numismàtica amb totes les poblacions emissores (Països Catalans i Corona catalano-Aragonesa).  Barcelona: Societat Catalana d'Estudis Numismàtics-Institut d'Estudis Catalans, 2017. ISBN 978-84-9965-355-6.
- Sectors complementaris de la numismàtica catalana (de Benet XIII al BA). Barcelona: Societat Catalana d'Estudis Numismàtics-Institut d'Estudis Catalans, 2019. ISBN 978-84-9965-465-2.